# Lateiki
Lateiki, més conegut com a Metis Shoal, és un volcà submarí i una illa en formació de Tonga. El nom Lateiki significa 'petit Late', ja que es troba al sud de l'illa Late, a mig camí de Kao.
El volcà normalment està submergit però en diverses ocasions l'activitat volcànica ha format una illa. Té una altitud de 1.500 m des de la base al fons del mar, i s'eleva fins a una profunditat entre 3 i 10 m sota el nivell de l'aigua. L'última vegada que va entrar en erupció, el juny del 1995, va sorgir una illa d'uns 50 m d'altitud i de 500 m d'ample. L'illa temporal, formada de cendra volcànica, va desaparèixer amb les onades de l'oceà al cap de dos mesos.
La presència de Lateiki es va notar per primer cop el 1781 quan va sobrepassar el nivell del mar. El 1875 va ser explorat per la fragata britànica HMS Metis, d'on prové el nom. S'han registrat erupcions els anys 1851, 1852, 1858, 1878, 1886, 1894, 1967, 1979 i 1995. Com a mínim en cinc ocasions es va formar una illa (1851, 1858, 1967, 1979 i 1995).